# ラファエル・バティスタ
- ラファエル・バチスタ

ラファエル・バティスタ・サンチェス（Rafael Batista Sánchez、1947年10月20日 - 2008年10月25日）は、ドミニカ共和国サンペドロ・デ・マコリス州サンペドロ・デ・マコリス出身の元プロ野球選手（内野手）。
ロッテ時代の表記は「ラファエル・バチスタ」。

## 経歴
サンペドロ・デ・マコリス高校卒業後の1965年にミルウォーキー・ブレーブスと契約し、1967年のマイナーリーグドラフトでヒューストン・アストロズに指名されて移籍。1973年6月17日のカージナルス戦（アストロ）の9回表にリー・メイの守備固めとして一塁手を務め、メジャーデビューを果たす。1974年のメジャー昇格は無かったが、1975年にメジャー再昇格し、主に代打で出場する。
1975年シーズン途中の5月29日、成績不振のため解雇されたジミー・ロザリオに代わってビル・マクナルティと共にロッテオリオンズへ入団。6月3日の南海戦（大阪）に初出場し、江本孟紀から初打席本塁打を放ってデビューを飾ったが、南海の野村克也選手兼任監督はマスク越しに新助っ人の2人を観察して「バチスタが打ったのはフォークが落ちなかった力のないボール。ファームの選手でもホームランや。マクナルティ?間違ったらもっていかれるな。パワーはありそうや。けど、穴もけっこうあるで」と分析していた。金田正一監督は「後期が楽しみや。そろって20本塁打や」と大きな期待を寄せたが、野村が予言した通り、新助っ人は穴が多く、その後は不振で3本塁打と期待外れに終わる。初打席ではボール球をスタンドに運んだが、実は選球眼に難があり、ボール球に手を出しては凡打の山を築いた。48試合で28安打3本塁打、打率.204、四球は僅か5個であった。加えて初本塁打から1週間も経たないうちに右足の肉離れで戦線を離脱し、その後もコンディションが芳しくないと訴え続け、シーズン終盤は二軍暮らしとなった。イースタン・リーグでは結果を残したが、一軍首脳陣には見限られており、シーズン終了後に退団。
1976年からはメキシカンリーグでプレーし、引退する1984年まで4チームにわたってプレーした。
2008年10月25日に、サントドミンゴで死去。61歳没。

## 詳細情報

### 年度別打撃成績
| 年 度    | 球 団    | 試 合 | 打 席 | 打 数 | 得 点 | 安 打 | 二 塁 打 | 三 塁 打 | 本 塁 打 | 塁 打 | 打 点 | 盗 塁 | 盗 塁 死 | 犠 打 | 犠 飛 | 四 球 | 敬 遠 | 死 球 | 三 振 | 併 殺 打 | 打 率 | 出 塁 率 | 長 打 率 | O P S |
| -------- | -------- | ----- | ----- | ----- | ----- | ----- | -------- | -------- | -------- | ----- | ----- | ----- | -------- | ----- | ----- | ----- | ----- | ----- | ----- | -------- | ----- | -------- | -------- | ----- |
| 1973     | HOU      | 12    | 16    | 15    | 2     | 4     | 0        | 0        | 0        | 4     | 2     | 0     | 0        | 0     | 0     | 1     | 1     | 0     | 6     | 0        | .267  | .313     | .267     | .579  |
| 1975     | HOU      | 10    | 10    | 10    | 0     | 3     | 1        | 0        | 0        | 4     | 0     | 0     | 0        | 0     | 0     | 0     | 0     | 0     | 4     | 1        | .300  | .300     | .400     | .700  |
| 1975     | ロッテ   | 48    | 147   | 137   | 12    | 28    | 9        | 0        | 3        | 46    | 13    | 1     | 0        | 1     | 1     | 5     | 0     | 3     | 26    | 2        | .204  | .247     | .336     | .582  |
| MLB：2年 | MLB：2年 | 22    | 26    | 25    | 2     | 7     | 1        | 0        | 0        | 8     | 2     | 0     | 0        | 0     | 0     | 1     | 1     | 0     | 10    | 1        | .280  | .308     | .320     | .628  |
| NPB：1年 | NPB：1年 | 48    | 147   | 137   | 12    | 28    | 9        | 0        | 3        | 46    | 13    | 1     | 0        | 1     | 1     | 5     | 0     | 3     | 26    | 2        | .204  | .246     | .336     | .582  |

### 年度別守備成績
| 年 度 | 球 団  | 一塁（1B） | 一塁（1B） | 一塁（1B） | 一塁（1B） | 一塁（1B） | 一塁（1B） |
| 年 度 | 球 団  | 試 合      | 刺 殺      | 補 殺      | 失 策      | 併 殺      | 守 備 率   |
| ----- | ------ | ---------- | ---------- | ---------- | ---------- | ---------- | ---------- |
| 1973  | HOU    | 8          | 26         | 1          | 0          | 1          | 1.000      |
| 1975  | ロッテ | 40         | 285        | 26         | 6          | 27         | .981       |
| MLB   | MLB    | 8          | 26         | 1          | 0          | 1          | 1.000      |
| NPB   | NPB    | 40         | 285        | 26         | 6          | 27         | .981       |

### 記録
NPB
- 初出場・初先発出場：1975年6月3日、対南海ホークス前期8回戦（大阪スタヂアム）、3番・一塁手として先発出場
- 初打席・初安打・初本塁打・初打点：同上、1回表に江本孟紀から左越先制決勝3ラン　※史上10人目の初打席初本塁打

### 背番号
- 8 （1973年）
- 20 （1975年 - 同年途中）
- 1 （1975年途中 - 同年終了）